# アラバスタ王国
- ONE PIECE
  - ONE PIECEの地理 > アラバスタ王国
  - ONE PIECEの登場人物一覧 > アラバスタ王国

アラバスタ王国（アラバスタおうこく、Arabasta Kingdom）は、漫画『ONE PIECE』に登場する架空の国家。

## 概要
「偉大なる航路（グランドライン）」前半の「サンディ島（アイランド）」にある砂の王国。世界政府加盟国。800年前、世界政府創設に関与した20の王族の一つ「ネフェルタリ家」が治める。他の王族は自分の国を離れマリージョアに移住したが、唯一ネフェルタリ家はアラバスタに残った。国旗は太陽のようなシンボル。
広大な土地の大半を砂漠が占めているが、「偉大なる航路」でも有数の文明大国とされ、人口は1000万人に至る。ログがたまる期間は5日以内で、次の島は秋島を指す。
王位と共に密かに継承される「歴史の本文（ポーネグリフ）」には、古代兵器「プルトン」の在処が記されている。それを知った海賊サー・クロコダイルは、秘密犯罪会社バロックワークス（B・W）を立ち上げ、プルトンを得る為に「ユートピア」と称する作戦を決行。その結果、クロコダイルに国を奪われる危機に直面したが、麦わらの一味の力を借りて危機を脱し、その後まもなく活気を取り戻した。
モデルは古代エジプト。

## 地理

アラバスタ王国の地図

アルバーナ
アラバスタ王国の首都にして、国内最大の都市。大きな円状の台地の上に建設された都市で、アルバーナ宮殿を起点に、東西南北の4ブロックに区画分けされている。街に入るための門は、西・西南・南・東南・東の計5つある。
アルバーナ宮殿
ネフェルタリ一族をはじめ、政府・国王軍関係者が住んでいる宮殿。4000年の歴史を持つという。アルバーナ市街地を見渡せる位置にあり、高い城壁に囲まれている。宮殿前の広場で、反乱軍と国王軍の激闘が繰り広げられた。
葬祭殿
アルバーナ宮殿の西に存在する、王家の墓。隠し階段から地下聖殿へと進むことができ、そこには古代兵器「プルトン」の在所が記された「歴史の本文」が安置されている。侵入者を拒む為か、小さな柱を1つ抜くだけで、全ての重心がずれて崩壊する仕組みになっている。ルフィとクロコダイルの最終決戦が行われた場所。
ポルカ通り
南ブロックにある。サンジとMr.2・ボン・クレーが戦った場所。
メディ議事堂
北ブロックにある。この議事堂の表通りでゾロとMr.1、裏通りでナミとミス・ダブルフィンガーがそれぞれ戦った。

レインベース
「夢の町」と称されるギャンブルの街。国が反乱騒動で揺れている際も、よそ事のように賑わいを見せていた。反乱騒動が治まった後、住人は復興の為に各地に散っていき、カジノもしばらく休業になった。
レインディナーズ
クロコダイルが経営し、ミス・オールサンデーが支配人を務めていたレインベース最大のカジノ。地下にはクロコダイルの秘密基地があり、B・Wのオフィサー・エージェントによる「ユートピア作戦」の打ち合わせが行われた。政府関係者は立ち入り禁止である。

ナノハナ
アラバスタの玄関口である港町。航海者は大抵この街から上陸する（麦わらの一味、Mr.3、エースは、いずれもナノハナに立ち寄っている）。特産品として香水が有名。
カトレア
オアシスから発展した街。ナノハナの隣に位置し、ナノハナへの水の供給を行っている。首都アルバーナへも比較的近く、ユバを捨てた反乱軍の新しい拠点となった。
エルマル
「緑の町」。サンドラ河の下流に位置する街。サンドラ河の勢いが衰えて以降、水が不足していたが、それでも稀に降る雨水を確実に保つことで、街は何とか保たれていた。しかし、ダンスパウダーによる旱魃が起きるようになってからは街は決定的に枯れてしまい、現在は人も住んでいない模様。また、ロビンの台詞から「タフ大聖堂」なる建造物が存在する（した）ようだが、詳細は不明。
スパイダーズカフェ
エルマルの西に位置する、ポーラ（ミス・ダブルフィンガー）が経営していたカフェ。バロックワークスの本社。
外観のモデルは映画『バグダッド・カフェ』に登場するカフェ。

ユバ
かつては無人のオアシスだったが、アラバスタ西部において旅人や商人の行き交う交差点であったため、国王コブラの要請を受けたトト率いる開拓団によって街が築かれ、以後発展を遂げた。
反乱軍の拠点でもあったが、雨が降らなくなって以降街も衰退。更にはクロコダイルによる度重なる砂嵐の襲撃に見舞われるようになり、反乱軍も拠点をカトレアへと移した。ユバを訪れたルフィ達は、エルマルとそう変わらない街の状況に驚いたが、街に残ったトトはあきらめることなく水を掘り続け、まだオアシスが枯れていないことを証明してみせた。
反乱終結後、トト親子達によって再建された。後にゲダツの部下・土番長によって、温泉島へとつながるトンネルが開通した。
タマリスク
アラバスタの東に位置し、多くの四角い塔が存在する港町。この街の沖で、アラバスタ脱出を図る麦わらの一味と、海軍のヒナ大佐率いる黒槍部隊との戦闘が行われた。
スイレン
反乱軍のエリックの生まれた町。町は枯れている。

## 人物

### 王族・政府関係者

#### 王族
ネフェルタリ・ビビ
声 - 渡辺美佐、中山さら（ゲーム「グラバト! RUSH」）
演 - チャリスラ・チャンドラン（実写ドラマ版）
アラバスタ王国王女。元麦わらの一味。元B・Wフロンティアエージェント。
アラバスタ王国出身。16歳→18歳。誕生日は2月2日。身長169cm。みずがめ座。血液型F型。好きな食べ物はカレー、プリン、ムルキーヤ。嫌いな食べ物はスルメ。就寝・起床時間は午後10時 - 午前10時。イメージナンバーは5.5。イメージカラーは   白（   金）。イメージ動物はハト。
平和を愛する容姿端麗な少女で、超カルガモのカルーを供にしている。青色の緩いウェーブの掛かったロングヘアーが特徴。バロックワークス潜入時の髪型はポニーテールで、メリー号に乗船中は前髪をセンターで分けていた。離脱後の再登場時はハーフアップに結っている。乗船中はTシャツやキャミソールにショートパンツといったカジュアルな服装だったが、離脱後の再登場時は、ロングスカートなどの清楚で王女らしい装いをしている。「孔雀（クジャッキー）スラッシャー」という小指に付けたアクセサリーのような武器を使う。B・W時代は渦巻き模様の服で相手を惑わす技も使っていた。航海の経験があるためか多少の航海術は持っており、ナミが病気で倒れた時にはナミの代わりを務めた。
好奇心旺盛で行動力がある反面、王家の人間としての立場や責任を幼い時からよく理解している。イガラムはビビの死は国の存続に関わると発言している。自分のことを差し置いて他人を心配して優先させるお人よしな性格で、仲間や国民には非常に愛されている。嘘を吐くのが下手で、不快に感じたり動揺するとすぐ顔に出てしまう。また、ボン・クレーの個性的な特徴を具体的に知っていたにもかかわらず、実際に対面したときに気づかない天然ボケな一面もある。新世界編では見合い写真が山のように来ているそうだが、全て断っている。麦わらの一味のほとんどを「さん」付けで呼ぶがゾロのことはB・Wに所属していた時の交戦時に言い放った名残で「Mr.ブシドー」と呼び、唯一年下のチョッパーは「トニー君」と呼んでいる。B・W潜入時は正体を隠すため、好戦的でやや高飛車な性格を演じていた。
幼い頃から型破りな行動で周囲に心配を掛けることが多かった。王宮を抜け出して一般の子供達に混ざって遊んでいた時期に、コーザと出会い彼らと結成した「砂砂団」副リーダーになる。ある日、身代金目当てに誘拐されそうになったが、コーザによって救出された。8年前、聖地マリージョアで開催された「世界会議」に同行した際、ドラム王国国王ワポルから悪質な嫌がらせを受けたが、国のことを尊重し耐えきってみせた。
数年前から国内で起こった反乱に秘密犯罪会社「バロックワークス（B・W）」が関与していることを知り、13歳の時にイガラムと共にB・Wに潜入。Mr.9のパートナー「ミス・ウェンズデー」のコードネームを名乗っていた。社長のパートナーであるミス・オールサンデー（ニコ・ロビン）を尾行することで、社長の正体が王下七武海のサー・クロコダイルであり、B・Wの真の狙いが「アラバスタ王国の乗っ取り」であることを突き止める。しかしミス・オールサンデーはビビの思惑を知った上で泳がせただけであり、クロコダイルにはすでに正体が露見していた。
Mr.9と共にウイスキーピークの食料を確保するため、双子岬にいる巨大クジラ・ラブーンを狙ったが、居合わせた麦わらの一味に邪魔をされて失敗し、アンラッキーズからも制裁をくらう。記録指針を目当てに一味に頼み込んでウイスキーピークまで送ってもらい、帰還後、歓迎の宴で一味が油断したところに夜討ちを仕掛けようとしたが、計画を見抜いていたゾロに敗れる。その後、正体が露見した自分とイガラムの抹殺命令を受けたMr.5ペアに襲撃されたところを、イガラムからの護衛依頼を受けた一味に助けられる。以後彼らとアラバスタまで同行する内に深い信頼関係を築いていき、護衛される王女という枠を超え、一人の仲間として認められていく。リトルガーデンではMr.3の能力でゾロとナミ共々蝋人形にされてしまうも、ウソップらの活躍で元に戻り、ナミとの共闘でミス・バレンタインを撃破した。ドラム島では上陸する際、海賊を警戒する住民と一触即発になりかけたが、頭を下げたビビの真摯な態度が住民の警戒を解き、上陸の許しを得た。その後はウソップと行動を共にした。
アラバスタ到着後は内乱を止めるため反乱軍の本拠地を目指すが、反乱軍を止めるだけでは根本的な解決にはならないとルフィに説得され、クロコダイルを討つためレインベースへ進路を変える。クロコダイルが仕掛けた国王軍と反乱軍の衝突を防ぐため、クロコダイルを足止めするルフィと一旦別れ首都アルバーナに向かう。アルバーナ到着後、反乱軍リーダーのコーザと接触を試みたり、反乱軍の注意を向かせるため王宮の爆破を試みようとしたが、敵側に妨害され失敗し、クロコダイルに殺されかけたところをルフィに救われる。その後はナミたちと共に宮殿前広場への砲撃阻止のため奮闘した。内乱が治まった後、ルフィから改めて仲間に誘われるが、愛する祖国の復興のため、仲間の印である腕の×印を掲げ、涙ながらに一味を見送りアラバスタに残った。麦わらの一味脱退後も表紙連載『ゲダツのうっかり青海暮らし』、エニエス・ロビー崩壊後や頂上戦争終結後など、時おり登場している。
ホールケーキアイランド編後、コブラ達と共に「世界会議」に出席するため、マリージョアに赴く。そこでドルトンやDr.くれはと再会し、かつて自分と同じくルフィに助けられたしらほしやレベッカと親交を深める。コブラと五老星の面会中、CP-0に拘束されるも乱入してきたワポルに同行しマリージョアから脱出する。世界会議閉幕後は、ワポルと共にモルガンズによって世界経済新聞社本社に匿われている。
名字の「ネフェルタリ」は古代エジプトで「最も美しい者」「最もよきもの」を意味するが、作者はこれを知らず語感の良さで使ったという。作者は「予想以上に活躍したキャラクターは？」という読者からの質問にビビを挙げている。初登場時点では王女の設定はなく、髪を下ろした姿を描いてみたら王女っぽいと思ったことから現在の設定になり、そこからアラバスタ編の構想が始まったという。
技一覧
魅惑のメマーイダンス
B・W在籍時に使用。グルグル模様の服を着た状態で踊り、相手にめまいを起こさせる。アニメでは「魅惑の香水ダンス」に変更されている。
孔雀スラッシャー（クジャッキースラッシャー）
手の両小指に小さい刃物をつけた紐を取り付け、その刃物を回転させながら相手を切り裂く。普段は服の胸部に格納されている。椅子の背もたれを鋭利に切り裂く威力を持つ。
孔雀一連スラッシャー（クジャッキーストリングスラッシャー）
「孔雀スラッシャー」の強化版。手の両小指にいくつもの小さい刃物を連ねた鎖を取り付け、遠距離戦も可能にしたもの。ロープのように相手を襲って切り裂く。
逆流（ランバック）
後ろに向かって「孔雀一連スラッシャー」を放つ。
ネフェルタリ・コブラ
声 - 家弓家正（85話 - 324話）→上田敏也（512話）→郷田ほづみ（776話 - ）、徳山靖彦（ゲーム「グラバト! RUSH」）
演 - センディル・ラママーシー（実写ドラマ版）
アラバスタ王国国王（ネフェルタリ家第12代国王）。ビビの父親。
アラバスタ王国出身。48歳→50歳没。誕生日は2月13日（コ「ブ」ラ、国王→キング→13）。身長182cm。みずがめ座。血液型F型。好物はコナーファ。
他国でも仁徳のある優れた君主として有名であり、「国とは人」という信念を持つ。民が貧困に直面すれば王家の予算を絞り、民と王家を天秤に掛ければ迷わず民を選ぶ王の鑑のような人物。国民からの信頼は絶大で、ダンスパウダー使用疑惑の際にも大部分の国民はコブラを疑わなかった。娘のビビに関しては度を越した親馬鹿な一面を見せており、娘の成長を温かく見守ってきたが、ビビがいる女風呂を覗こうとしたこともあった。病を患ってからは、ビビに早く婿を取ってくれることを望んでいる。
8年前の世界会議では、革命家ドラゴンに危機感も示さず自分勝手な態度を取ったワポルを叱責した。
B・Wの偽装工作でダンスパウダー使用疑惑が浮上し、反乱が起こるも、国王軍からの攻撃は認めず、あくまでも鎮圧の姿勢を貫いていた。ビビからの手紙でクロコダイルの陰謀を知るや否や、クロコダイル討伐を即決したが、Mr.4ペアに拉致されてしまう。「歴史の本文」を求めるクロコダイルの要求を一旦は呑むが決して屈しようとはせず、地下聖殿を崩しクロコダイルを道連れにしようとした。反乱終結時には、真相を知り打ちひしがれる国民に対し、国の復興を鼓舞した。また「歴史の本文」を読めるロビンとの出会いが、「歴史の本文」の存在や過去にネフェルタリ王家が世界に何をしたのかという疑問を抱くきっかけとなった。
新世界編では、何らかの病を患って白髪が増えており、車椅子に乗っている。「世界会議」が間近に迫ると、世界政府に疑問を問うため、病の身を押してマリージョアへ向かう。七武海制度撤廃を目指す大将藤虎やドレスローザのリク王と会談し、リク王と共に提出した議案が可決されたことで、七武海制度の撤廃を実現させた。さらに五老星に面会を求め、リリィ女王の詳細や「D」について尋ねるが、そこへイムが現れて、リリィ女王が遺した手紙の送り名を答えろと迫られる。イムの存在を知ってしまったことで自らの死を悟ると、自分の救出を試みるサボを逃がすため、ルフィとビビへの伝言を託し、イムと五老星の攻撃を受けて死亡した。コブラの死の真相は伏せられ、サボによって殺害されたと報じられた。
ネフェルタリ・ティティ
アラバスタ王国王妃。コブラの妻であり、ビビの母親。故人。ビビによく似た、清楚な女性。
ネフェルタリ・D・リリィ
800年前のネフェルタリ家の女王。
800年前、「歴史の本文」を世界中に解放した人物。世界政府を作った最初の20人の中で唯一、天竜人にならず祖国であるアラバスタに戻ったとされているが、実際にはリリィは国に戻っておらず、彼女の弟が国を治めたという。空白の100年以降の文献にリリィの名は残っていないが、800年前に彼女が書いた手紙が代々ネフェルタリ家に受け継がれている。

#### 護衛隊
イガラム
声 - 園部啓一、橋本晃一（ゲーム『グランドバトル』）
アラバスタ王国護衛隊長。元B・Wフロンティアエージェント。
アラバスタ王国出身。48歳→50歳。誕生日は12月6日（「イガ」ラ「ム」）。身長218cm。いて座。血液型X型。好物はちくわ。
基本の服装は黒タキシードに蝶ネクタイ。大砲が内蔵されたちくわのような巻き髪が特徴で、ルフィからは「ちくわのおっさん」と呼ばれる。声がよく枯れ、そのたびに「マーマーマー♪」と発声練習をする癖がある。ビビに対する忠誠心は絶大であり、ビビからの信頼も非常に厚い。親馬鹿な国王に容赦ないツッコミを入れられる唯一の人物だが、彼自身もビビのことに関してはかなりの過保護。妻のテラコッタには頭が上がらない恐妻家。副隊長であるペルとチャカからは強く尊敬されており、「国のために進んで命を投げ打つ事が出来る人物」と評されている。
ビビと共にB・Wに潜入。B・Wでは「Mr.8」、ウイスキーピークでは町長「イガラッポイ」と名乗っていた。しかし、自分達の正体が露見してしまい、麦わらの一味にビビの護衛を依頼し、囮になるためビビに変装してアラバスタへと舵を取った矢先、ミス・オールサンデーによって船ごと爆破されてしまう。この際に死亡したと思われていたが、ビビたちよりも遅れてアラバスタに帰国。ナノハナでMr.1に重傷を負わされた少年・カッパを救出し、アルバーナに現れた。
新世界編の「世界会議」では、王家の護衛としてチャカやペルと共にマリージョアに赴く。
技一覧
イガラッパ
サックスの形をしたショットガンを吹き放つ。
イガラッパッパ
髪の中に仕込んだ大型の銃を、紐状のネクタイを引っ張ることで発射する。
チャカ
声 - 植村喜八郎
アラバスタ王国護衛隊副官。異名は「ジャッカルのチャカ」。
アラバスタ王国出身。39歳→41歳。誕生日は4月26日（「ジ」ャッ「カル」）。身長213cm。おうし座。血液型S型。好物はバナナ、コシャリ。
動物系悪魔の実「イヌイヌの実 モデル"ジャッカル"」の能力者。白兵戦では剣術と悪魔の実の能力を合わせた速攻で敵を仕留める戦法を取る。
イガラム不在時に隊長代理を務め、反乱軍との戦闘では国王軍を指揮し約2年に渡り国内の暴動を抑えていた。国王の方に何らかの異変があるのを認め、クロコダイルの陰謀を知りながらも、王家を守るため反乱軍を迎え撃ってしまうが、ビビの説得を受け、宮殿の爆破を承諾した。宮殿ではビビとコーザを逃がすためクロコダイルを足止めし、重傷を負うも一命は取り留めた。
技一覧
鳴牙（なりきば）
相手方向に突進し、横に構えた剣で斬りつける。
ペル
声 - 野島健児
アラバスタ王国護衛隊副官。異名は「ハヤブサのペル」。
アラバスタ王国出身。33歳→35歳。誕生日は8月23日（「ハ」ヤ「ブサ」）。身長189cm。しし座。血液型X型。好物は鶏肉料理、コフタ。
「アラバスタ王国最強の戦士」。普段は温厚だが、厳格な一面も持ち、武器庫の火薬で花火を作ろうとした幼い頃のビビを平手打ちで叱ったこともある。
動物系悪魔の実「トリトリの実 モデル"隼（ファルコン）"」の能力者。隼のスピードを生かした空中戦を得意とし、武器にガトリング銃を使う。その飛行能力を生かし、偵察や捜索でも活躍する。
国王の命で先行偵察に向かったレインベースにおいて、ミス・オールサンデーに敗れる。その後、クロコダイルに敗れ瀕死の状態であったルフィを助け、アルバーナまでルフィを送り届ける。麦わらの一味と共に広場への砲撃を阻止するため砲撃手の捜索に協力。時計台に仕掛けられた時限式砲弾からビビや国民を守るため、砲弾を爆発前に空高く運び、爆発の犠牲となったと思われていたが、満身創痍になりながらも奇跡の生還を果たした。
技一覧
飛爪（とびづめ）
高速飛行しながらツメで相手を切り裂く。

##### ツメゲリ部隊
アラバスタ王国エリート護衛団。以下の4名から成る。クロコダイルを討つために「豪水」を飲んで一時の力を得るが、クロコダイルには相手にもされないまま息絶えた。
ヒョウタ
声 - 鈴木貴宏
無精髭と身の丈ほどもある巨大な剣が特徴の男。
ブラーム
声 - 高崎拓郎
前髪が長くて目が隠れている男。両手に持った長い斧で戦う。
アロー
声 - 藤原勝也
長身痩躯の細面の男。左利きであり、剣を使う。
バレル
目の下を隈取っている男。両手の斧で戦う。

#### 超カルガモ部隊
アラバスタ王国最速の動物「超カルガモ」から構成される部隊。隊員は以下の7羽と1頭。B・Wとの戦いでは、麦わらの一味とビビを運んだ。
カルー
声 - 粗忽屋
超カルガモ部隊隊長。
アラバスタ王国出身。14歳→16歳。誕生日は11月8日（「カ」ル「ー」、ーをウにして08）。身長150cm。さそり座。血液型F型。好物は冷たい水、ボルティ。
子供の頃からのビビのお供。抜けたところがあり強敵を前にすると逃げ腰になる臆病な性格だが、いざというときは自身を盾にしてビビを守り抜く。本気を出すと崖を駆け上り、一瞬だが空を飛ぶことも可能。
ビビと共に麦わらの一味と一時行動を共にした。リトルガーデンではMr.5ペアに捕まりビビをおびき寄せるため助けを呼ぶよう脅されたが、頑なに拒んだことで痛みつけられる。ビビが捕まるとルフィとウソップに協力してB・Wに立ち向かい、Mr.3の特大キャンドル・サービスセットを破壊することに貢献した。ドラム島では寒中水泳中に行方をくらましたゾロを助けるために川に飛び込むも、氷漬けになってしまった。
アラバスタに到着後、ビビからB・Wの陰謀について記した手紙を託され、国王コブラに届けた。超カルガモ部隊を率いてビビと合流し、アルバーナに総攻撃をかける反乱軍に接触した際、ビビを庇って重傷を負うが、その後のMr.2の追跡からもビビを守り抜いた。麦わらの一味との別れの際には、翼に書いた仲間の証である×印をビビと共に掲げてルフィたちを見送った。
新世界編の「世界会議」では、ビビと共にマリージョアに同行する。
ストンプ
アラバスタ王国出身。13歳→15歳。誕生日は10月10日。身長202cm。てんびん座。血液型X型。好物は炭酸飲料。
キャップを後ろ前に被っている。
イワンX
アラバスタ王国出身。14歳→16歳。誕生日は1月8日。身長228cm。やぎ座。血液型S型。好物はサボテン。
超カルガモ部隊の中で最も体が大きい。二本角の兜を被っている。
カウボーイ
アラバスタ王国出身。14歳→16歳。誕生日は4月12日。身長155cm。おひつじ座。血液型F型。好物はカルカデ。
カウボーイハットを被っている。
バーボンJr.
アラバスタ王国出身。12歳→14歳。誕生日は4月8日。身長133cm。おひつじ座。血液型F型。好物はバーボン。
ハットとサングラスを着け、いつもボトルを首から下げている。
ケンタロウス
アラバスタ王国出身。13歳→15歳。誕生日は11月23日。身長157cm。いて座。血液型F型。好物はメハラビア。
葉巻をくわえ、ギリシア風の兜を被っている。
ヒコイチ
アラバスタ王国出身。12歳→14歳。誕生日は5月1日。身長138cm。おうし座。血液型S型。好物はおにぎり。
傘と蓑を身に纏っている。
マツゲ
声 - 粗忽屋東品川店
ナミ命名の「ヤサラクダ」。
アラバスタ王国出身。15歳→17歳。誕生日は8月17日。体高190cm。しし座。血液型F型。好物はカレー。
ユバに向かう途中で麦わらの一味と出会い、行動を共にする。女（メス）好きのエロい性格で、「男は乗せねぇ派」。ルフィからは「エロラクダ」と呼ばれた。人間と同じ様に、フォークやスプーンを扱える。内乱終結後、ラクダながらに超カルガモ部隊への入隊を志願する。
新世界編では、念願通り超カルガモ部隊の一員になっている。

#### 侍女
テラコッタ
声 - 園部啓一
アルバーナ宮殿の給仕長。イガラムの妻。誕生日は9月25日（「給仕」長テラ「コ」ッタ）。
イガラムに酷似した女性で、初対面のゾロはイガラムが女装した姿だと勘違いした。イガラムのみならず国王からも怖れられている豪快な性格。給仕歴は30年で、料理の腕はサンジがレシピを欲しがるほどである。
メイディ
声 - 陰山真寿美、川嶋あい（劇場版）
宮殿に仕える侍女。立志式の際にビビの召し替えを行った。

### 反乱軍関係者
コーザ
声 - 草尾毅、進藤尚美（少年期）
反乱軍リーダー→アラバスタ王国環境大臣。
アラバスタ王国出身。20歳→22歳。誕生日は5月26日（「コ」ー「ザ」）。身長177cm。ふたご座。血液型X型。好物はワルサギの焼き鳥、ユバの水。
ビビの幼馴染で、兄的存在である青年。勇敢で正義感が強く、ビビ同様国を愛する想いは強い。子供の頃に結成した「砂砂団」の元リーダー。目元の傷は、少年時代に誘拐犯からビビを守ったときに付いたもの。
少年時代の13年前、住んでいた村が干ばつにあい、国王コブラの計らいで一時アルバーナに住むことになり、この時にビビと出会い友達となった。後に父のトトと共にユバに移住する。ユバ移住後、雨が降らない現状に直面し、国王コブラにダンスパウダーの使用許可を要請するが、その危険性から却下される。そして国王への疑念が国への不信感に繋がり、反乱軍を結成した。当初は劣勢を強いられていたが、B・Wによる偽装工作で国王への不信が高まり、次第に勢力を拡大していく。心の底では国王を信じていたが、ナノハナの一件で疑惑を確信させられ、その際に得た国王軍を上回る軍勢を率いて、アルバーナに総攻撃をかける。国王軍を説得するため宮殿に乗り込んだ際に真実を知り、反乱を止めるべく反乱軍に対し白旗を掲げるも、国王軍を装ったB・Wに撃たれ、反乱軍を煽る火種とされてしまう。反乱終結時には反乱軍に事情を説き、平和が戻った後はトトらと共にユバの復興作業に務めている。
短期集中連載表紙『ゲダツのうっかり青海暮らし』では、ゲダツと共に土番長に乗って偶然帰郷した叔父のゴローと再会し、トトやカルーと共に温泉島の視察に向かい、開業後はビビ達と一緒に訪れた。
新世界編では、王国環境大臣に就いている。
ファラフラ
反乱軍の一員で、コーザの側近。戦いでコーザを庇い、右肩・右手を失っている。
エリック
声 - 園部啓一
反乱軍の一員で、コーザの参謀的存在。元はエルマルの隣町スイレンのガキ大将。
ケビ
反乱軍の一員。かつての「砂砂団」のメンバー。コーザの右腕。ゴーグルをかけている。
おかめ
反乱軍の一員。かつての「砂砂団」のメンバー。赤い頬をした女。背中に刀を背負っている。
ナットー
かつての「砂砂団」のメンバー。現在の消息は不明。
カッパ
声 - 野田順子
ナノハナに住む靴磨きの少年。
反乱軍入りを嘆願したが、子供の来る場所ではないとコーザに拒否される。国王軍を装ったB・Wがナノハナを襲撃した際、国王に扮していたMr.2・ボン・クレーが変身を解くところを目撃してしまったため、Mr.1ペアから口封じのために大怪我を負わされる。内乱が治まった後、イガラムに連れられてアルバーナに赴き、国王が偽者であったことを証言した。

### ユバ
トト
声 - 塚田正昭（100話 - 130話）
コーザの父親。西のオアシス「ユバ」を開拓した男。誕生日は6月17日（砂漠化および干ばつと闘うデー）。
内乱の際も国王を信頼し続け、独りでユバに残り続けていた。現在は痩せ細っているが、昔は恰幅の良い姿をしていた。ルフィからは「カラカラのおっさん」と呼ばれた。彼がルフィに渡したユバのわずかな水が、クロコダイルの弱点を見抜く鍵となった。
短期集中連載表紙『ゲダツのうっかり青海暮らし』では、弟のゴローと再会し、温泉島の視察に向かった。
アスワ
トトの妻で、コーザの母。
ハサミ
ナミ命名の「ヒッコシクラブ」という種のカニ。マツゲの友達で、性格はエロい。特に踊り娘が好きで、一目見れば走る速度も上がる。
短期集中連載表紙『ゲダツのうっかり青海暮らし』では、「うっかり温泉島」への海底バスを運行している。
ゴロー
トトの弟。
ゲダツ

### バロックワークス
秘密犯罪会社。レインディナーズのあるレインベースや、スパイダーズカフェのあるエルマルを拠点としていた。

### その他の人物
ヨシモトさん
声 - 高塚正也
ナノハナのメシ屋「Spice bean」の店長。ルフィ達が原因で店を壊された。
アゴトギ
声 - 草尾毅
チンピラ。「砂商団アゴトギ」の頭。アルバーナの外れでビビ誘拐を企てたが、自身はコーザに、仲間もコブラやチャカ、ペルに倒されて失敗した。
ウルトラキング
声 - 服巻浩司
レインディナーズ副支配人。経営者クロコダイルの正体は知らなかった。
雇われ暴力団コアラ組
レインディナーズの警備員3人組。店内で追って来るスモーカーから逃げるルフィ達の前に立ちはだかるもあっさり吹き飛ばされる。
Dr.ホウ
アラバスタの老医師。チョッパーの薬の調合術を絶賛した。
Dr.ポツーン
声 - 稲田徹
砂漠に住んでいる中年の医師。ペルを治療した。

### 派生作品オリジナル

#### アニメオリジナル
バルバロッサ
声 - 長島雄一
砂漠を船で移動する砂族「バルバル団」船長。髭面の大男。船員は頭の上に小さな傘をさしている。砂漠の盗賊団と敵対している。
ラサ
声 - 長沢美樹
「バルバル団」船員。一味では砂ゾリを扱わせたら一番の腕前を誇る女砂族。アフリカ投げナイフを使う。オアシス「メリアス」の出身で幼い頃にビビと出会ったことがある。
ザバ
声 - 太田真一郎
「バルバル団」船員。
カミュ
声 - 山崎たくみ
チンピラの頭目。イドの町で3人の手下（刀を提げた剣士、ボクシンググローブをつけた小男、棍棒のようなものを持った力士風の巨漢）と共に反乱軍を装い、万一の時は村を守ってやると騙り村人に酒や食事を集っていた。本気で村を守るつもりがあるのかビビに試される。
スコーピオン
声 - 小杉十郎太
アラバスタのバッドランドという村で、賞金稼ぎを引退して農夫を営んでいる中年男。ディップ（声 - 寺田はるひ）とチップ（声 - 金田朋子）の2人の息子と共に暮らしている。戦闘では数々の重火器を使用して戦う。
貧しい生活で弱音を吐く息子達に希望を与えるために、黒ひげを倒したと噂を流し、エースをアラバスタにおびき寄せ、戦いを挑んだ。
女性記者
声 - 佐藤聡美
頂上戦争後、復興作業中のマリンフォードにクロコダイルとルフィを調べに来ていた。ルフィが「16点鐘」の際に黙祷を捧げる姿を撮影した。

#### 小説オリジナル
ファタ
『ONE PIECE novel HEROINES』の登場人物。頭にターバンを巻いた少年。8歳。コーザがよく訪れる酒場の店主の息子。やんちゃな性格で、客にいたずらを仕掛けてはしょっちゅう父親に叱られている。トト曰く「コーザの小さいころにそっくり」。絵がとんでもなく下手だが、本人は得意だと思っている。絵のプレゼントを喜んでくれたビビに恋をしている。
アルバーナの絵を描くために時計台の展望台へ忍び込み、そこでコーザと出会う。彼の提案で絵にビビへのラブレターを添えるが風に飛ばされ、町中の人々に手紙を読まれてしまう。そこに現れたビビにはフラれてしまったが後悔はない様子。
サルマ
『ONE PIECE novel HEROINES』の登場人物。名前のみ登場。花屋でよく店番をしている。ファタと同い年。
ヤスミン
『ONE PIECE novel HEROINES』の登場人物。名前のみ登場。宿屋の娘。
マリ
『ONE PIECE novel HEROINES』の登場人物。アルバーナの絨毯屋。恰幅がよく、おしゃべり好き。